# レスター・アリーナ
レスター・アリーナ (Leicester Arena) は、2016年にイギリスのレスターに開設されたスポーツ施設。ブリティッシュ・バスケットボール・リーグに属するレスター・ライダーズのホームアリーナ。数々のスポーツイベントを開催している。
サー・デビッド・ウォーレス・センターに代わる本拠地として4.5億ポンドの総工費で建設され2016年1月に完成した。